# 해남 대흥사 대웅보전
해남 대흥사 대웅보전(海南 大興寺 大雄寶殿)은 전라남도 해남군 삼산면 구림리, 대흥사에 있는 조선시대의 건축물이다. 2008년 9월 19일 전라남도의 유형문화재 제296호로 지정되었다.

## 개요
해남 대흥사 대웅보전은 조선중기의 다포계 건축이나 정면의 화려한 용두장식 등 여러 장식요소가 다분히 혼합되어 있는 등 조선후기의 건축양식을 잘 보여주고 있다. 그리고 중정식 가람배치의 전형을 보여 주며, 그 중심의 위치에 서서 주변 경관에 적극적으로 조화되는 이른바 산사의 모범적인 사례로 등장한다.

## 현지 안내문
이 건물은 조선 현종 8년(1667년) 심수대사가 중건하였다 하나 그 후에도 중수가 있었던 듯하다. 전면에 장대석으로 높이 쌓은 단위에 기단을 마련하고, 전면 5탄, 측면 4탄의 다포계 팔작지붕 건물을 지었는데, 귀기둥을 제외한 전면 기둥 상부에는 용두를 새기고 쇠서에도 연꽃을 새겨 조선후기적 특징을 보였다.
건물전면에는 각 칸마다 빗살무늬의 이분합문을 달았으며, 가운데 현판은 조선후기의 명필인 원교 이광사(1705~1777) 선생의 글씨이다. 건물안에는 목조삼존불을 봉안하고 있다.

## 참고 자료
- 해남 대흥사 대웅보전 - 국가유산청 국가유산포털